# Christina Ager
Christina Ager (Söll, 11 novembre 1995) è una sciatrice alpina austriaca.

## Biografia
Christina Ager, originaria di Söll, ha debuttato nel Circo bianco nel dicembre del 2010 disputando uno slalom speciale a Sölden, valido come gara FIS. Nello stesso anno ha partecipato ai I Giochi olimpici giovanili invernali di Innsbruck 2012, vincendo la medaglia d'oro nella gara a squadre e quella di bronzo nel supergigante.
Il 26 novembre 2012 ha esordito in Coppa Europa a Vemdalen, giungendo 44ª in slalom speciale, e il 16 novembre 2013 ha partecipato per la prima volta a una gara di Coppa del Mondo, piazzandosi al 4º posto nello slalom speciale disputato Levi; il 13 gennaio 2014 ha conquistato il suo primo podio in Coppa Europa vincendo la supercombinata di Innerkrems. Ai Mondiali di Åre 2019, suo esordio iridato, è stata 17ª nella combinata e non ha completato il supergigante; il 26 gennaio 2024 ha conquistato il primo podio in Coppa del Mondo nella discesa libera di Cortina d'Ampezzo (3ª). Ai Mondiali di Saalbach-Hinterglemm 2025 si è classificata 21ª nella combinata a squadre; non ha preso parte a rassegne olimpiche.

## Palmarès

### Giochi olimpici giovanili invernali
- 2 medaglie:
  - 1 oro (gara a squadre a Innsbruck 2012)
  - 1 bronzo (supergigante a Innsbruck 2012)

### Festival olimpico della gioventù europea
- 3 medaglie:
  - 1 oro (gara a squadre a Brașov 2013)
  - 1 argento (slalom speciale a Brașov 2013)
  - 1 bronzo (slalom gigante a Brașov 2013)

### Coppa del Mondo
- Miglior piazzamento in classifica generale: 36ª nel 2024
- 1 podio (in discesa libera):
  - 1 terzo posto

### Coppa Europa
- Miglior piazzamento in classifica generale: 3ª nel 2022 e nel 2023
- Vincitrice della classifica di supergigante nel 2022
- 22 podi:
  - 10 vittorie
  - 7 secondi posti
  - 5 terzi posti

#### Coppa Europa - vittorie
| Data             | Località              | Paese                | Specialità |
| ---------------- | --------------------- | -------------------- | ---------- |
| 13 gennaio 2014  | Innerkrems            | Austria              | SC         |
| 11 marzo 2016    | Saalbach-Hinterglemm  | Austria              | DH         |
| 10 gennaio 2017  | Saalbach-Hinterglemm  | Austria              | DH         |
| 11 gennaio 2017  | Saalbach-Hinterglemm  | Austria              | DH         |
| 6 dicembre 2018  | Lillehammer Kvitfjell | Norvegia             | SG         |
| 9 dicembre 2021  | Zinal                 | Svizzera             | SG         |
| 1º febbraio 2023 | Châtel                | Francia              | DH         |
| 3 febbraio 2023  | Châtel                | Francia              | SG         |
| 7 febbraio 2023  | Sarentino             | Italia               | SG         |
| 13 febbraio 2023 | Bjelašnica            | Bosnia ed Erzegovina | SG         |

Legenda:

DH = discesa libera

SG = supergigante

SC = supercombinata

### South American Cup
- Miglior piazzamento in classifica generale: 21ª nel 2012
- 1 podio:
  - 1 terzo posto

### Campionati austriaci
- 2 medaglie:
  - 2 ori (discesa libera nel 2016; supergigante nel 2020)

### Campionati austriaci juniores
- 1 medaglia:
  -  1 bronzo (supergigante nel 2016)[senza fonte]